# IV. Szobekhotep
IV. Szobekhotep (uralkodói nevén Hanoferré) az ókori egyiptomi XIII. dinasztia egyik legjelentősebb uralkodója volt. Legalább nyolc évig uralkodott. Két fivérét, I. Noferhotepet és a mellette rövid ideig társuralkodóként uralkodó Szihathort követte a trónon.
Egy, a karnaki Ámon-templomban emelt sztéléjén kijelenti, hogy Thébában született. Körülbelül tíz évig uralkodott. Viszonylag nagy számban maradtak fenn említései sztéléken, szobrokon, pecséteken és más kisebb tárgyakon; nyomai vannak, hogy építkezéseket folytatott Abüdoszban és Karnakban.

## Családja
Szobekhotep apja Haanhef, anyja Kemi. Mivel apja csak az „isteni atya” és „királyi pecséthordozó”, anyja pedig „a király anyja” címet viselte, tudni, hogy nem voltak királyi származásúak. Haanhef apja Nehi, a városi sereg tisztje volt, anyja Szenebtiszi. Szobekhotepnek két fivére ismert, I. Noferhotep és Szihathor. Feleségét Tjannak hívták. Több gyermeke is ismert, Amenhotepnek és Nebetjunetnek Tjan volt az anyja, három fia – Szobekhotep Miu, Szobekhotep Dzsadzsa és Haanhef Iihernofret – anyja nem ismert.

## Udvara
A királyi udvar korabeli forrásokból ismert; tudni, hogy Szobekhotep bátyja politikáját folytatta. A vezíri pozíciót Noferkaré Aymeru, a kincstárnokit Szenebi, a háznagyit Nebanh töltötte be.

## Tevékenysége
Egy Karnakban talált sztélé beszámol arról, hogy az uralkodó adományokkal látta el Ámon-Ré templomát. Karnakból egy pár ajtókeret is előkerült, ami építkezésekre utal a templomban. Szintén Karnakban egy felirat II. Montuhotep egy szobrán felújításokról számol be. Abüdoszból számos feliratos kőtömb ismert, mely a helyi templomban zajló építkezéseket említi. Noferkaré Aymeru vezír egyik szobrán (Louvre A 125) megemlíti, hogy csatornát és „évmilliók házát” épített a király számára. Mivel a szobrot Karnakban találták, itteni építkezésekről lehet szó.
A 6. uralkodási évben sor került egy expedícióra a dél-egyiptomi Vádi el-Hudi ametisztbányáihoz. Erről négy, a vádiban felállított sztélé számol be. Egy, a Vádi Hammamátban talált sztélé a 9. uralkodási évet említi.
Talán Abüdoszban temették el, ahol a Pennsylvaniai Egyetem ásatását vezető Josef W. Wegner hatalmas sírt talált, melyben egy Szobekhotep nevű uralkodót említenek. A S10 sír a XII. dinasztiához tartozó III. Szenuszert piramiskomplexumának közelében található, és eredetileg I. Szobekhotep sírjának hitték, de stílusa alapján későbbinek, IV. Szobekhotep korinak kell lennie.

## Egyiptom megosztottsága Szobekhotep idejében

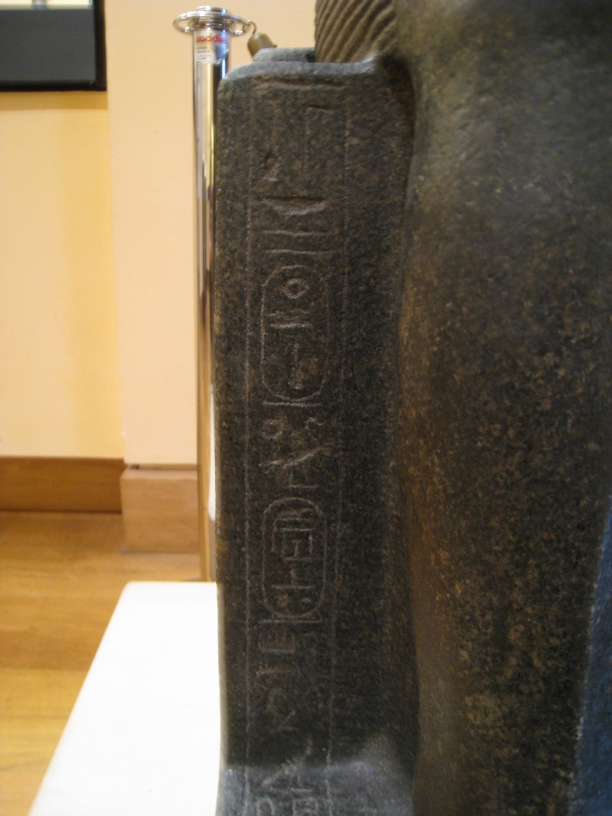
IV. Szobekhotep kártusa

Bár IV. Szobekhotep dinasztiája egyik legnagyobb hatalmú uralkodója volt, és az bizonyos, hogy hatalma kiterjedt Memphisz, Közép-Egyiptom és Théba területére, valószínű, hogy az ország teljes területét nem sikerült uralma alatt tartania. Kim Ryholt szerint a Nílus-delta keleti részét ebben az időben már a XIV. dinasztia uralta.
Nadine Moeller és Gregory Marouard ezzel szemben úgy vélik, hogy a Delta-vidék keleti részét ebben az időben a hükszosz XV. dinasztia egyik uralkodója, Hian uralta. Érvelésük egy, a felső-egyiptomi Tell Edfuban talált, XII. dinasztia korabeli adminisztratív épületen alapul, amelyet a második átmeneti kor kezdetétől egészen a XVII. dinasztia koráig használtak, utána romjait egy nagy gabonatároló takarta el. 2010-11-ben ásatásokat végeztek a XII. dinasztia korabeli épületen, amely a XIII. dinasztia korában még használatban volt, és előkerült egy hozzá csatlakozó, nagy méretű csarnok, benne 41 pecsétlenyomattal. Ezeken Hian hükszosz uralkodó kártusai, valamint IV. Szobekhotep kártusának kilenc előfordulása volt látható. Moeller, Marouard és Ayers szerint Hian a korai hükszosz uralkodók egyike volt, és nem Apepi követte a trónon (aki az utolsó előtti hükszosz király volt), a XV. (hükszosz) dinasztia pedig már létezett a XIII. dinasztia közepe felé, mert Hian az együtt talált leletek tanúsága szerint akkor uralta Észak-Egyiptom egy részét, amikor IV. Szobekhotep a többit.
Ezzel az elemzéssel Robert Porter nem ért egyet; szerinte Hian jóval később élt, mint IV. Szobekhotep. Porter megjegyzi, hogy egy fáraó pecsétjeit jóval a halála után is használhatták, azt azonban ő is felveti, hogy talán IV. Szobekhotep később élt, mint feltételezték, és a XIII. dinasztia kora hosszabb volt, mint korábban gondolták. A második átmeneti kor Ryholt által összeállított kronológiája szerint Hian és IV. Szobekhotep közt körülbelül száz év telt el. Nicolas Grimal hasonló következtetésre jutott. Alexander Ilin-Tomich, mikor közelebbről vizsgálta a pecsétlenyomatokkal együtt talált kerámiákat, párhuzamokat vont egy elephantinéi leletanyaggal, ahol egy hasonló kerámiatípus második átmeneti kor végi kontextusból került elő. Ilin-Tomich arra a következtetésre jutott, hogy nincs ok azt feltételezni, hogy Hian és IV. Szobekhotep egy időben uralkodtak, és a réteg, amelyből a pecsétek előkerültek, későbbi, mint IV. Szobekhotep kora.
Függetlenül attól, melyik elmélet igaz, IV. Szobekhotep uralkodása alatt a Delta környékét már egy másik – vagy a XIV., vagy a XV. – dinasztia tartotta uralma alatt.

## Név, titulatúra
A fáraók titulatúrájának magyarázatát és történetét lásd az Ötelemű titulatúra szócikkben.
| G5 |

| G5 |

| S34 | F34 · N19 |

| S34 | F34 · N19 |

| S34 | F34 · N19 |

| S34 | F34 · N19 |

| G5 |

| G5 |

| S34 | F34 · N19 |

| S34 | F34 · N19 |

| S34 | F34 · N19 |

| S34 | F34 · N19 |

| G16 |

| G16 |

| M13 | N28 · D36 | G43 | Y1 · Z2 |

| M13 | N28 · D36 | G43 | Y1 · Z2 |

| G16 |

| G16 |

| M13 | N28 · D36 | G43 | Y1 · Z2 |

| M13 | N28 · D36 | G43 | Y1 · Z2 |

| G8 |

| G8 |

| F12 | G30 |

| F12 | G30 |

| G8 |

| G8 |

| F12 | G30 |

| F12 | G30 |

| M23 | L2 |

| M23 | L2 |

| N5 | N28 · D36 | F35 |

| N5 | N28 · D36 | F35 |

| N5 | N28 · D36 | F35 |

| N5 | N28 · D36 | F35 |

| N5 | N28 · D36 | F35 |

| N5 | N28 · D36 | F35 |

| N5 | N28 · D36 | F35 |

| N5 | N28 · D36 | F35 |

| M23 | L2 |

| M23 | L2 |

| N5 | N28 · D36 | F35 |

| N5 | N28 · D36 | F35 |

| N5 | N28 · D36 | F35 |

| N5 | N28 · D36 | F35 |

| N5 | N28 · D36 | F35 |

| N5 | N28 · D36 | F35 |

| N5 | N28 · D36 | F35 |

| N5 | N28 · D36 | F35 |

| G39 | N5 | \| \| |
|     |    |       |

|  |

| G39 | N5 | \| \| |
|     |    |       |

|  |

| I4 | R4 · t · p |

| I4 | R4 · t · p |

| I4 | R4 · t · p |

| I4 | R4 · t · p |

| I4 | R4 · t · p |

| I4 | R4 · t · p |

| I4 | R4 · t · p |

| I4 | R4 · t · p |

| G39 | N5 | \| \| |
|     |    |       |

|  |

| G39 | N5 | \| \| |
|     |    |       |

|  |

| I4 | R4 · t · p |

| I4 | R4 · t · p |

| I4 | R4 · t · p |

| I4 | R4 · t · p |

| I4 | R4 · t · p |

| I4 | R4 · t · p |

| I4 | R4 · t · p |

| I4 | R4 · t · p |

## Fordítás
- Ez a szócikk részben vagy egészben  a   Sobekhotep IV című angol Wikipédia-szócikk ezen változatának fordításán alapul.  Az eredeti cikk szerkesztőit annak laptörténete sorolja fel. Ez a jelzés csupán a megfogalmazás eredetét és a szerzői jogokat jelzi, nem szolgál a cikkben szereplő információk forrásmegjelöléseként.

## Külső hivatkozások
- IV. Szobekhotep a Digitalegypt oldalán